# 柯尼希湖畔舍瑙
柯尼希湖畔舍瑙（德語：Schönau am Königssee）是德国巴伐利亚州的一个市镇。总面积131.65平方公里，总人口5339人，其中男性2624人，女性2715人（2011年12月31日），人口密度41人/平方公里。